# Marqueurs visuels de l'état matrimonial
Les marqueurs visuels de l'état matrimonial, ainsi que du statut social, peuvent inclure des vêtements, une coiffure, des accessoires, des bijoux, des tatouages et d'autres ornements corporels. Les marqueurs visuels de l'état matrimonial sont utilisés pour signifier qu'une personne ne doit pas être approchée pour le flirt, la cour ou le sexe. Dans certaines cultures, les personnes mariées jouissent de privilèges spéciaux ou sont traitées différemment par les membres de la communauté.
Les marqueurs d'état matrimonial sont généralement spécifiques à chaque genre.

## Mari

### Bijoux

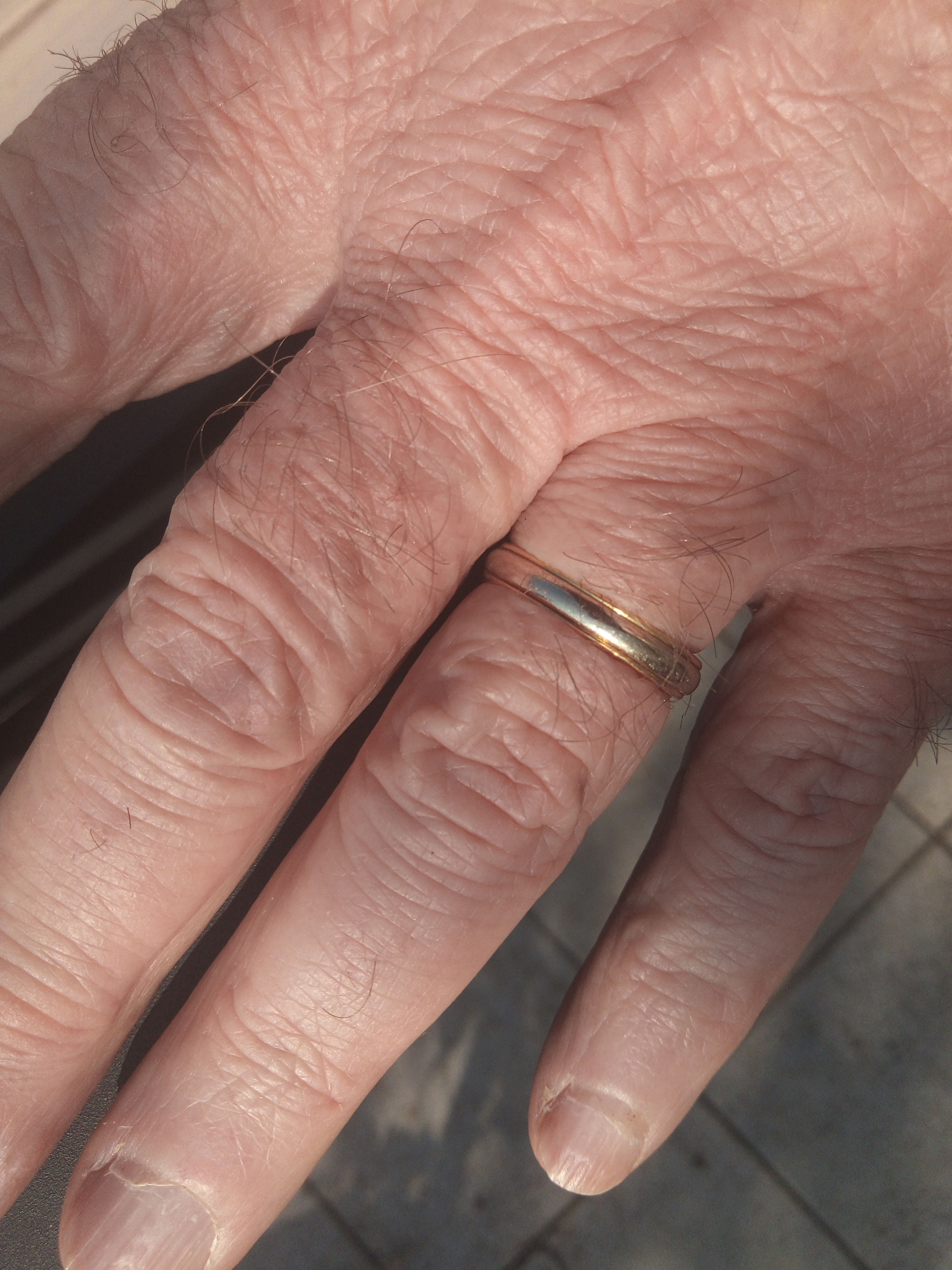
Alliance portée à l'annulaire gauche d'un homme français.

Dans de nombreux pays occidentaux, certains maris portent une alliance au troisième ou au quatrième doigt de la main gauche. Dans certaines parties de l'Europe, en particulier dans les régions germanophones, ainsi qu'en Bulgarie, à Chypre, au Danemark, en Grèce, en Hongrie, en Lettonie, en Lituanie, en Macédoine du Nord, en Norvège, en Pologne, en Russie, en Serbie, en Espagne, en Turquie et en Ukraine, l'anneau de mariage se porte à l'annulaire de la main droite. Aux Pays-Bas, les catholiques portent leurs alliances à la main gauche, tandis que la plupart des autres personnes les portent à droite. Certains conjoints choisissent de porter leur alliance à la main gauche en Turquie.
En Chine, l'influence occidentale a poussé certains maris à porter des alliances.
Dans les temps modernes, le matériau des alliances n'est pas strictement prescrit ; ils peuvent être forgés en or, or rose, or blanc, argentium, palladium, platine, titane ou carbure de tungstène.
Les ouvriers manuels portent parfois des anneaux de matériaux peu coûteux ou plus durables comme le tungstène pendant le travail ou portent un tatouage à l'encre pour éviter de se blesser ou d'endommager un anneau de métal précieux. De plus, l'utilisation d'alliances en silicone est devenue plus courante chez les hommes (et les femmes) lorsqu'ils se trouvent dans une salle de sport ou dans un autre environnement présentant des risques potentiels (pompier, etc.) ; ces bandes ont suffisamment de flexibilité pour se détacher si elles sont attrapées et ne sont généralement pas conductrices d'électricité.

### Barbe
Parmi les communautés amish et huttérites du Canada et des États-Unis, seuls les hommes mariés sont autorisés à se laisser pousser et à entretenir la barbe. Les hommes célibataires devaient se raser,.

### Talit
Dans certaines communautés juives ashkénazes, les hommes ne portent un châle de prière, dénommé « talit » ou « talis », que lors du mariage. Il est de coutume que le père de la mariée présente au marié un talit comme cadeau de mariage. Dans d'autres communautés juives, ashkénazes et séfarades, tous les hommes portent le talis, mais seuls les maris le portent sur la tête.

### Cordon sacré
Dans certaines cultures hindoues, lorsqu'ils commencent l'éducation traditionnelle, les hommes portent un cordon sacré sur leur épaule gauche et sous le bras droit, qui a généralement 3 brins et 1 nœud. Lorsque les hommes se marient, ils portent un fil sacré de plus, 6 brins et 2 nœuds, le deuxième fil signifie qu'il le porte pour sa femme. Dans les vêtements traditionnels, le fil sacré est généralement visible, mais de nos jours, il est caché dans la chemise.

## Épouse

### Bijoux

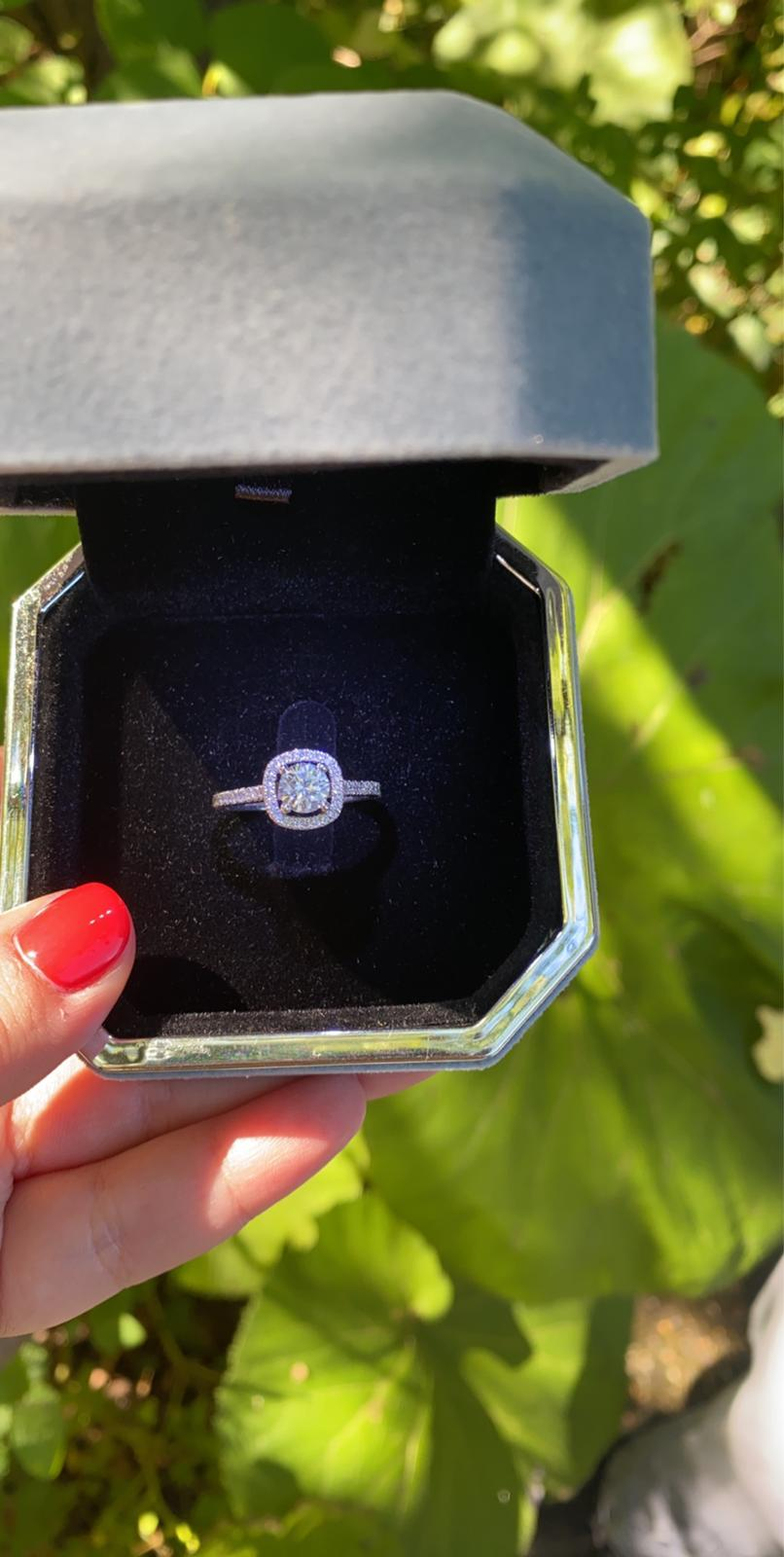
Une bague de fiançailles dans son écrin.

- Bague de fiançailles : Dans de nombreuses cultures occidentales, une demande en mariage s'accompagne traditionnellement du don d'une bague. L'homme propose et offre la bague ; si la femme accepte cette proposition de mariage, elle portera l'anneau, montrant qu'elle n'est plus disponible pour la cour. Dans la tradition anglo-américaine, les bagues en diamant sont le type de bague de fiançailles le plus populaire. La bague de fiançailles est généralement portée à l'annulaire gauche (parfois cette bague passe de la main droite à la main gauche dans le cadre de la cérémonie de mariage).
- Alliance : De nombreuses cérémonies de mariage occidentales incluent l'échange d'une ou plusieurs alliances. Une coutume courante veut que le marié place une bague au doigt de la mariée et dise : « Avec cette bague, je t'épouse ». Parfois, la mariée et le marié se présentent avec des bagues et répètent ces mots ou des mots similaires. Après la cérémonie, les anneaux sont portés tout au long du mariage. En cas de divorce, le couple enlève généralement ses bagues ; mais certaines veuves continuent de porter leur alliance, la passant parfois à la main droite, tandis que d'autres ne le font pas. Dans la tradition juive, l'alliance doit être un anneau simple, sans pierres précieuses. La Chine a acquis la coutume des alliances jusqu'à l'ère des réformes économiques post-révolution culturelle, lorsque les bagues étaient abordables et que l'influence occidentale était autorisée[5]. En tant qu'habitude adoptée, il existe des variations sur la façon dont les anneaux sont utilisés, le cas échéant, et quand. Certaines femmes portent l'alliance à la main gauche, les hommes à droite (représentant le yin et le yang). Certains hommes portent la bague à la main droite[5]. De nombreux Chinois rangent la bague pour la protéger, sauf pour les fêtes importantes, comme les anniversaires[5]. Dans la tradition chinoise, un statut plus élevé pour les hommes était signifié par le fait d'avoir plusieurs jeunes partenaires féminines ou concubines. Un anneau nie ce statut. Pour cette raison, de nombreux hommes chinois modernes ne portent pas d'alliance. Les diamants et les alliances à deux partenaires sont annoncés dans la Chine moderne[6],[7]. Les Japonais, malgré l'occupation américaine dans les années 1950, n'ont acquis une culture des alliances et des bagues de fiançailles que dans les années 1960. En 1959, l'importation de diamants a été autorisée. En 1967, une agence de publicité américaine a créé une campagne de marketing au nom des diamants De Beers. La campagne a assimilé les anneaux à d'autres symboles de la culture occidentale. La campagne a entraîné une forte augmentation de la demande : de 5 % en 1967, à 27 % en 1972, à 50 % en 1978, à 60 % en 1980[8].
- Bagues d'orteil : les anneaux d'orteil en Inde sont généralement en argent et portés par paires (contrairement aux pays occidentaux, où ils sont portés seuls ou par paires non assorties) sur le deuxième orteil des deux pieds. Traditionnellement, ils sont assez ornés, bien que des conceptions plus contemporaines soient maintenant développées pour répondre aux besoins de la mariée moderne. Les anneaux d'orteil ne peuvent pas être en or, car l'or a un statut « respecté » et ne peut pas être porté sous la taille par les hindous.
- Mangalsutra : Dans les cérémonies de mariage hindoues, le marié donne à la mariée un pendentif ou un collier en or incorporant des perles noires ou une ficelle noire. C'est ce qu'on appelle un « mangalsutra ». Il proclame non seulement le mariage d'une femme, mais beaucoup pensent qu'il exerce une influence protectrice sur le mari. C'est-à-dire que l'amour et la sollicitude d'une femme, comme le montre le fait qu'elle porte le mangalsutra, sont magiquement utiles au mari. Cela ressemble à la célébration du karwa-chauth, au cours de laquelle une femme jeûne et prie pour le bien-être de son mari.
- Bracelets : les épouses hindoues portent également des bracelets de couleur blanche (sankha) et/ou rouge (pala) sur les deux mains, et ne les enlèvent pas tant qu'elles ne sont pas célibataires. Souvent en verre, ils sont brisés à la fin du mariage. Bollywood utilise cela avec un grand effet dramatique dans les films hindi, une femme étant informée de la mort de son mari par le messager, souvent son fils, brisant ses bracelets en verre et essuyant le sindoor de son front. Des bracelets en or, en argent ou en d'autres matériaux sont également portés par les épouses de la classe moyenne.[réf. nécessaire]

### Couvre-chef
Dans le judaïsme orthodoxe, les femmes mariées se couvrent les cheveux en tout temps en dehors de leur domicile. Le type de couverture de cheveux peut être déterminé par la coutume locale ou la préférence personnelle. Des foulards, des snoods, des chapeaux, des bérets ou - parfois - des perruques sont utilisés. Les épouses turkmènes portent un chapeau spécial semblable à un cercle appelé « Alyndaňy ».

### Coiffure
Aux États-Unis chez les Zuni ou les Hopis, chez certains peuples d'Afrique comme les Peuls ou les Toposa et en Inde pour les veuves, la coiffure peut indiquer l'état matrimonial. Cela peut se traduire en Inde (particulièrement dans le sud) par l'interdit aux veuves du port du gajra, une guirlande de fleur et parure de coiffure, et à l'inverse d'une valorisation de celui-ci comme marqueur visuel de mariage durable ou de « bons auspices » (सुमङ्गली (sumaṅgalī) en sanskrit).

### Produits de beauté
- Le sindoor, une poudre rouge (vermillon), est mis sur le front des épouses hindoues pour indiquer leur statut matrimonial.

### Vêtements
- En Europe occidentale et septentrionale, il était autrefois courant pour les veuves de porter du noir, du moins jusqu'au premier anniversaire de la mort de leur mari, et certaines pratiquent encore cette coutume.[Quand ?]
- Furisode, traditionnellement au Japon.

## Communs aux deux époux
À la fin de la Première Guerre mondiale, les mariés disposaient le bouquet de la mariée (ou bouquet de mariage) sur un coussin en velours recouvert d'une cloche en verre permettant ainsi de conserver ce bouquet intact durant l'union des deux amoureux.